# Hammer Drenge
Hammer Drenge er en dansk kortfilm fra 1996 med instruktion og manuskript af Kaare Breiner.

## Handling
Et hammerslag for maskulin intimitet.